# Johann Friedrich Wedding

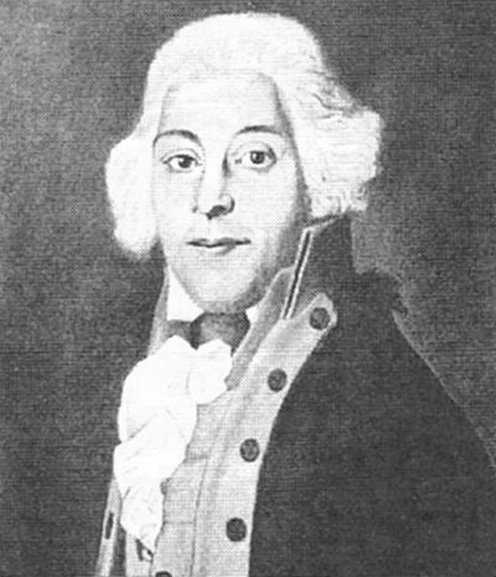
Johann Friedrich Wedding

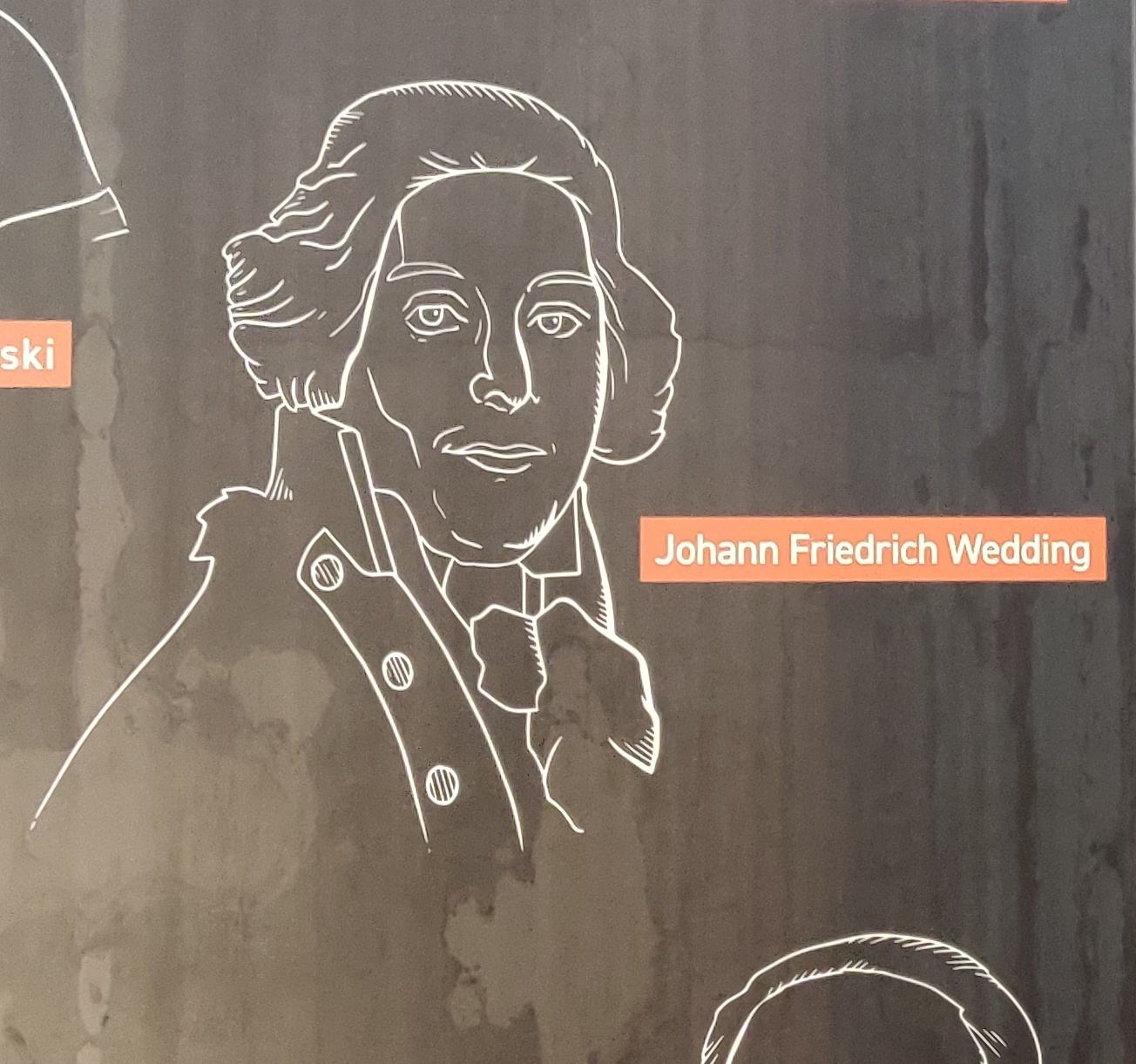
Podobizna Weddinga na wystawie w Muzeum Hutnictwa w Chorzowie

Johann Friedrich Wedding (ur. 13 marca 1759 w Lenzen (Elbe), zm. 21 września 1830 w Katowicach) – niemiecki inżynier budownictwa lądowego i dyrektor hutniczy.   

## Życiorys
Po ukończeniu gimnazjum w Berlinie studiował górnictwo, metalurgię i architekturę. Następnie praktykował w różnych hutach żelaza. Jako pracownik Friedricha Wilhelma von Redena został przeniesiony w 1784 roku do Dębskiej Kuźni koło Opola, gdzie brał udział w budowie osiedla robotniczego. W 1779 r. został powołany do pruskiej służby cywilnej, jako inspektor budownictwa przemysłowego nadzorował przebudowę Kanału Finow. W 1784 przybył na Śląsk gdzie wziął udział w budowie huty ołowiu i cynku Fryderyk koło Tarnowskich Gór.
W 1790 roku podróżował z Redenem do Anglii, aby poznać tamtejsze zakłady przemysłowe i techniki produkcji. W 1791 r. został inspektorem hutniczym w hucie Mała Panew w Ozimku. Równocześnie wraz z Johnem Baildonem i Redenem, pracowali nad projektem Królewskiej Odlewni Żeliwa w Gliwicach, gdzie w 1796 roku uruchomili pierwszy piec opalany koksem na kontynencie europejskim. Z kolei rozpoczęli budowę Królewskiej Huty, która w 1802 roku była największą i najnowocześniejszą w ówczesnej Europie. Od 1806 r. kierował budową obiektów górniczych i hutniczych na Górnym Śląsku jako dyrektor hutniczy. W tym samym czasie został dyrektorem pionu hutniczego Wyższego Urzędu Górniczego.
W 1789 roku ożenił się z córką Johana Ferdynanda Koulhaasa – Therese Berte Caroline, a po jej śmierci w czasie porodu, wkrótce po ślubie, z jej siostrą Henriette Eleonore, która w 1809 roku odziedziczyła po ojcu majątek Bogucice. Po jej śmierci w roku 1812 przejął go sam Wedding. W tym czasie pracował dla Karola Goduli nad projektem huty cynku „Carlshütte” (Huta Karol) w Rudzie. Huta ruszyła w 1815 roku, a po rozbudowie stała się w 1825 roku największym i najnowocześniejszym przedsiębiorstwem tego typu w Europie.
W 1818 roku zrezygnował z posady członka Wyższego Urzędu Górniczego. W 1823 roku na terenie dzisiejszego Brynowa, który do niego należał, uruchomił Hutę cynku „Henriette”.